# St. Georg (Gern)

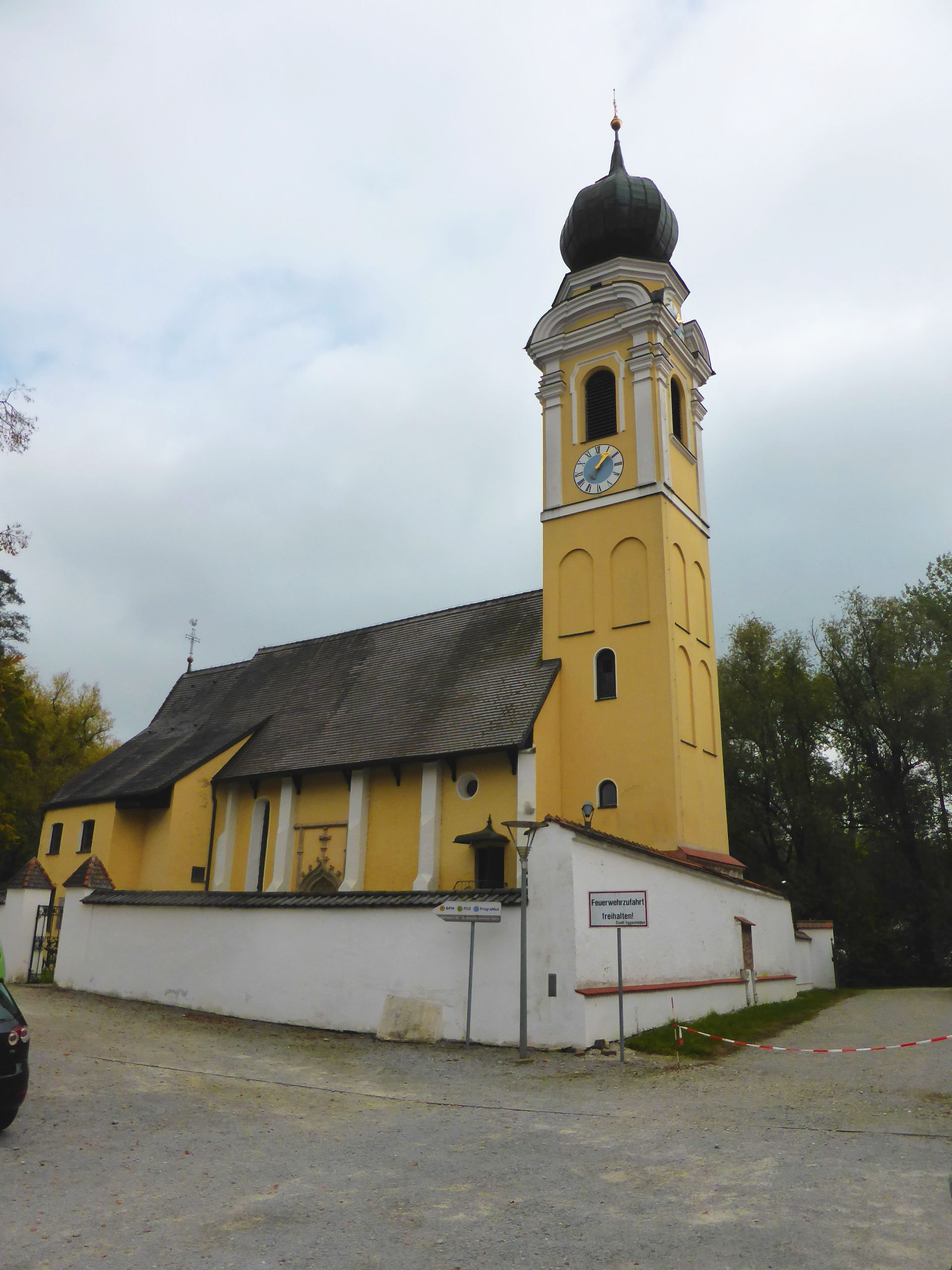
Pfarrkirche St. Georg in Gern

Die katholische Pfarrkirche St. Georg im Ortsteil Gern der niederbayerischen Stadt Eggenfelden (Hofmark 46) gehörte ursprünglich zum Erzbistum Salzburg, kam 1817 zum Bistum Passau. Heute gehört die Pfarrei St. Georg in Gern zum Pfarrverband Wurmannsquick.

## Geschichte
Es wird vermutet, dass es hier bereits im 13. Jahrhundert zu einer ersten Kirchengründung durch einen namentlich nicht bekannten Vertreter der örtlich ansässigen edelfreien Herren von Geren  gekommen ist. Ab 1315 sind hier die  Closen der zwischenzeitlich unter wittelsbacherscher Oberherrschaft stehenden Hofmark nachgewiesen. Die Pfarrei zu Gern und die erste romanische Pfarrkirche sollen aus dem Jahre 1418 stammen. In romanischer Zeit bestand eine Eigenkirche üblicherweise aus einem einschiffigen Saalbau mit einem Zugang auf einer Schmalseite und einer halbrunden Apsis auf der anderen, meist Richtung Osten weisenden Seite. Einen Eindruck über diesen ursprünglichen Zustand vermitteln die Abbildung auf der Südinnenwand und eine andere auf einem Priestergrabmal rechts vom Eingang zur Kirche. Der Umriss eines romanischen Rundbogenfensters in der Kirchenaußenmauer zeigt sich ebenfalls noch an der Südaußenwand.
Um 1450 wurde dieser romanische Vorgängerbau im spätgotischen Stil umgebaut, verbreitert und erhöht, dies entspricht Großteils noch dem heutigen Aussehen. An den romanischen Bau wurde dabei ein Chor angesetzt, für den 1418 der Kirchenerbauer und Patronatsherr Alban von Closen das Ewige Licht gestiftet hatte. Die Aufhängung einer Ewig-Licht-Ampel galt als Zeichen für die Vollendung eines Kirchenbaus oder -anbaus sowie als Symbol für die Einkehr oder Wiederkehr des Allerheiligsten in das Gotteshaus. Als Eigenkirchenherr hatte er damit dem kanonischen Recht Genüge getan, wonach die Gewährung des Patronatsrecht über eine Kirche und Pfarrei die Erfüllung dreier Pflichten voraussetzt: den Baugrund zu stellen, den Bau zu errichten und für die Ausstattung und den Unterhalt von Kirche und Priester Sorge zu tragen (Tria faciunt patronum: fundus, aedificatio, dos).
Die Kirche zu Gern hat, wie dies häufig in dieser Zeit zu finden ist, den hl. Georg den Drachentöter zum Schutzpatron. Es war Brauch, den jährlich zu feiernden Patroziniumstag am 23. April, dem sog. Georgitag, mit einem Markttag zu verbinden, aus dem sich in Gern der heute noch bestehende Gerner Markt entwickelt hat. Der Kirchweihtag ist für die Kirche nach dem Pfarr Salbuch aus dem 17. Jahrhundert auf den Tag nach St. Laurentius (10. August) bezeugt, wird aber nicht mehr gefeiert.

## Baubeschreibung
Die gelb bemalte Kirche wird zusammen mit der Schlossökonomie östlich und südlich noch von einem Wassergraben  umzogen, der einst sowohl den Burgberg von Schloss Gern wie auch diesen Teil der Hofmark umschloss. Der Richtung Schlosspark gelegene Wassergraben ist heute nicht mehr vorhanden. Die Kirche besitzt einen 30 Meter hohen barocken Zwiebelturm, vermutlich von dem Baumeister Matthias Weidtinger aus Neuötting errichtet.

Außenanlagen der Pfarrkirche St. Georgen
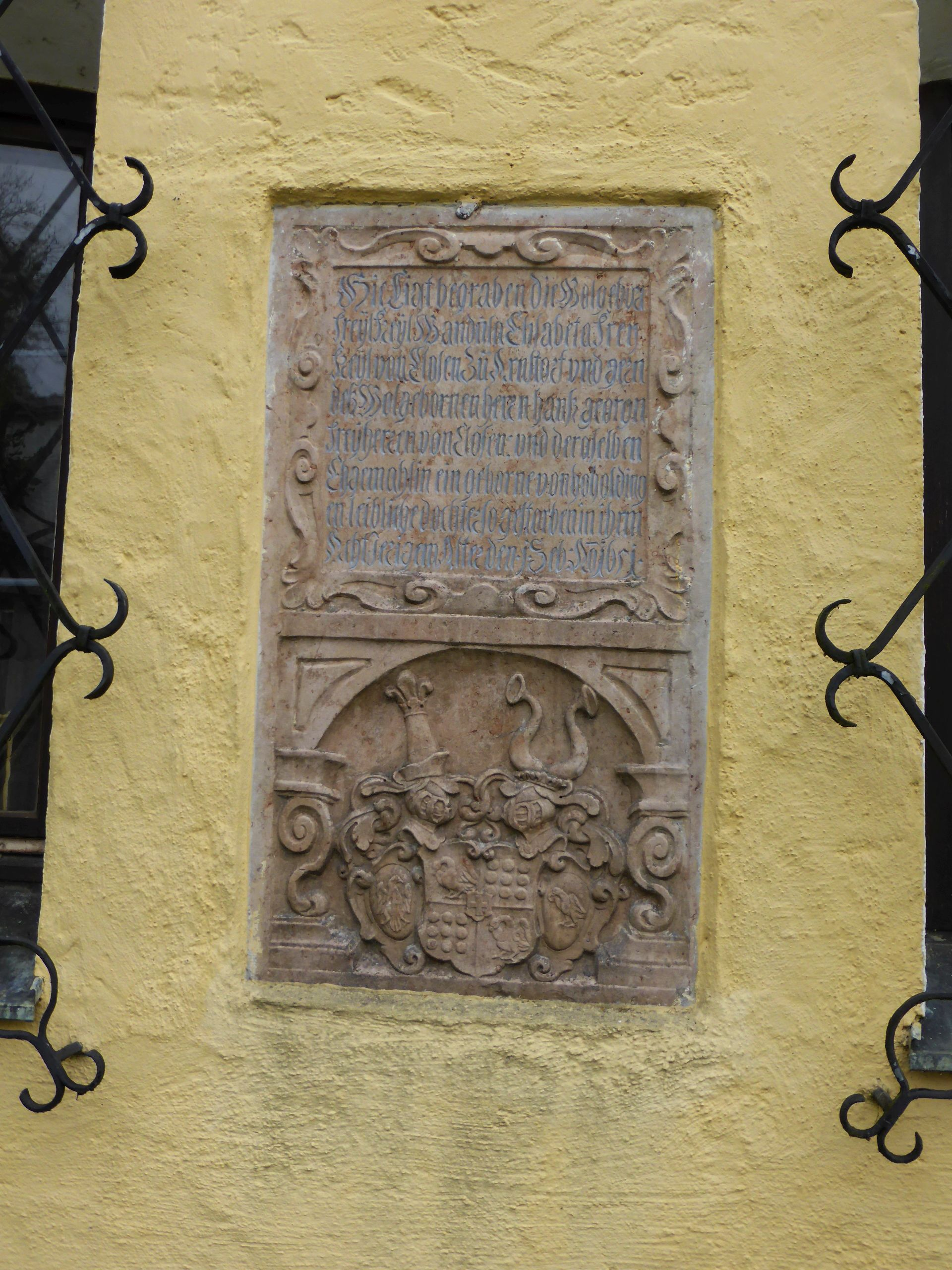
Wappen der Closens auf der Kirchenaußenwand
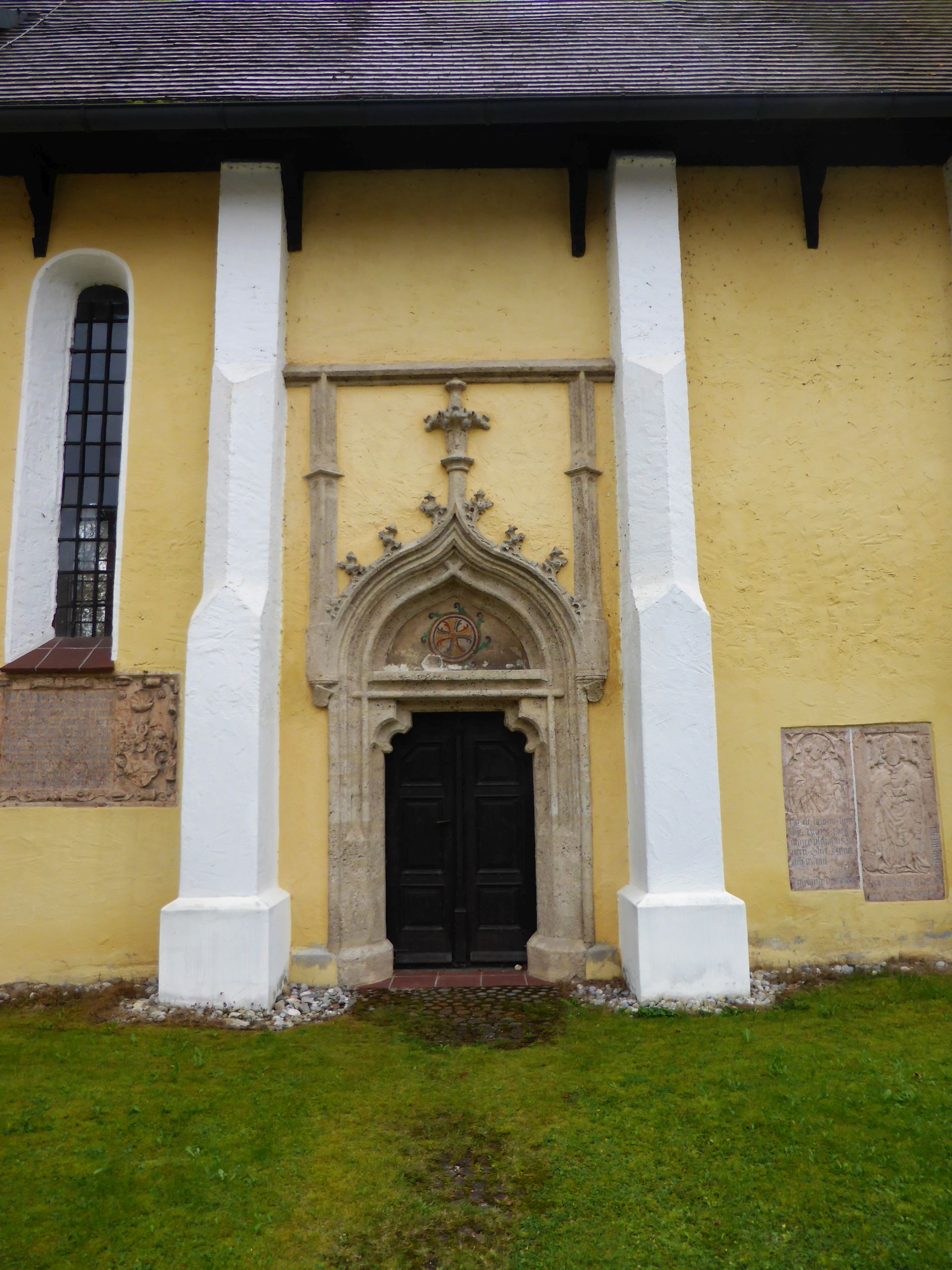
Gotisches Eingangsportal in der Seitenwand
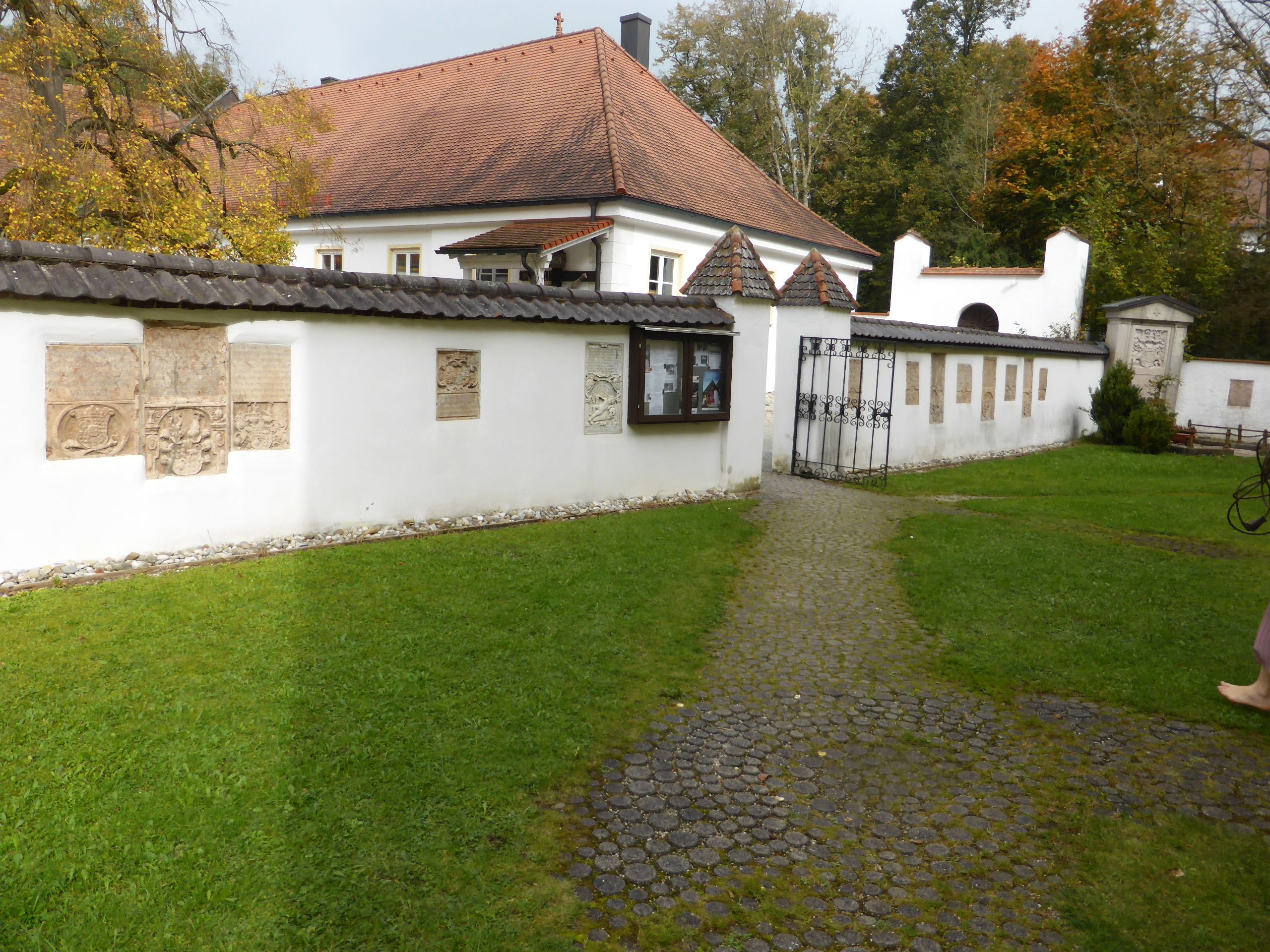
Friedhofsmauer mit Wappen
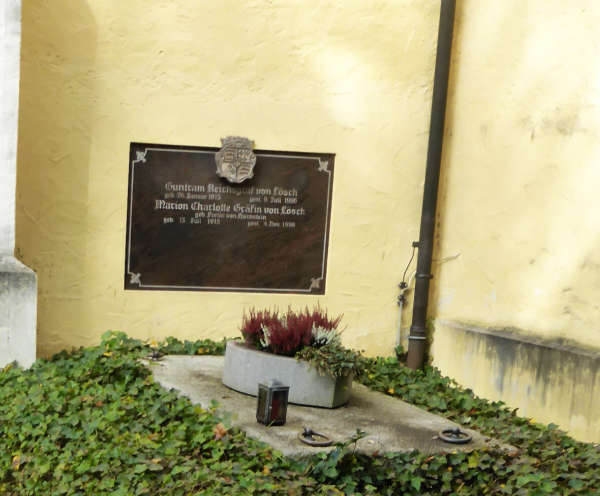
Grabmal derer von Lösch

Die Kirche ist von einem Friedhof umgeben, der zahlreiche Begräbnisstätten der Closens, aber auch der von Lösch sowie von Gerner Hofmarksrichtern und Pfarrherrn enthält. Auch an der Kirchenwand sind entsprechende Epitaphe angebracht. Die Grabdenkmäler weisen bis 1461 zurück.
Die Kirche ist ein spätgotischer Strebepfeilerbau. Aus gotischer Zeit stammen noch die spitzbogigen Fenster und Portale, die Strebepfeiler am Schiff und die Dreiecksstreben am Chor, im Inneren die Gewölberippen im Glockenhaus und in der Closenkapelle, die Empore mit den drei Kielbogen und den zwei Tragstützen sowie die eisenbeschlagene Sakristeitüre. Während der Renaissancezeit wurden wahrscheinlich die Hochwände und Fenstereinfassungen mit Abbildungen und floralen Verzierungen bemalt, die man aber später wieder übertüncht hat. Bei Innenrestaurierungen im 20. Jahrhundert hat man einen kleinen Teil wieder freigelegt.

## Innenausstattung
Als Zeichen der Verdienste, die sich die Closens um die Kirche erworben haben, ist das Closenwappen mit den neun Ballen und dem Uttenschwalb auch im Kircheninneren häufig auffindbar, und zwar über dem Chorbogen und am Kanzelkorpus (als Allianzwappen Closen/Degenberg-Forster), an den geschnitzten Stuhlwangen und übermalt über dem Oratoriumsfenster im Chor.
An der Decke von Schiff und Chor wurden in der Barockzeit die Rippen abgeschlagen und dadurch am Gewölbe ein großflächiger freier Platz geschaffen. Auf diesem gestaltete der Eggenfeldener Maler Antoni Scheitler 1763 einen geöffneten Himmel mit der Heiligsten Dreifaltigkeit im Chor, dem von der Erde erhobenen St. Georg im Schiff und dem Engelskonzert über der Empore.

Innenausstattung der Pfarrkirche St. Georgen
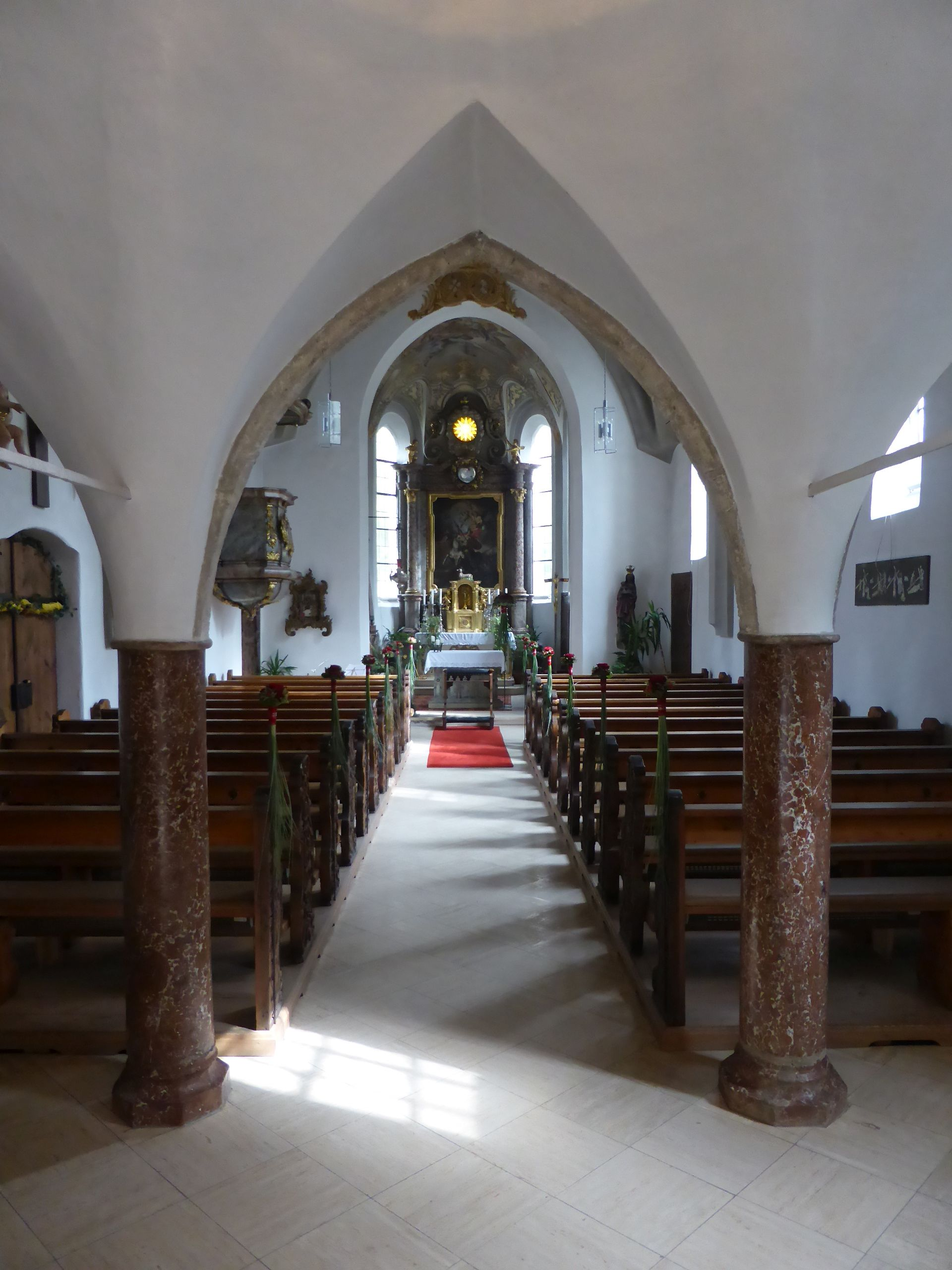
Blick auf den Altar
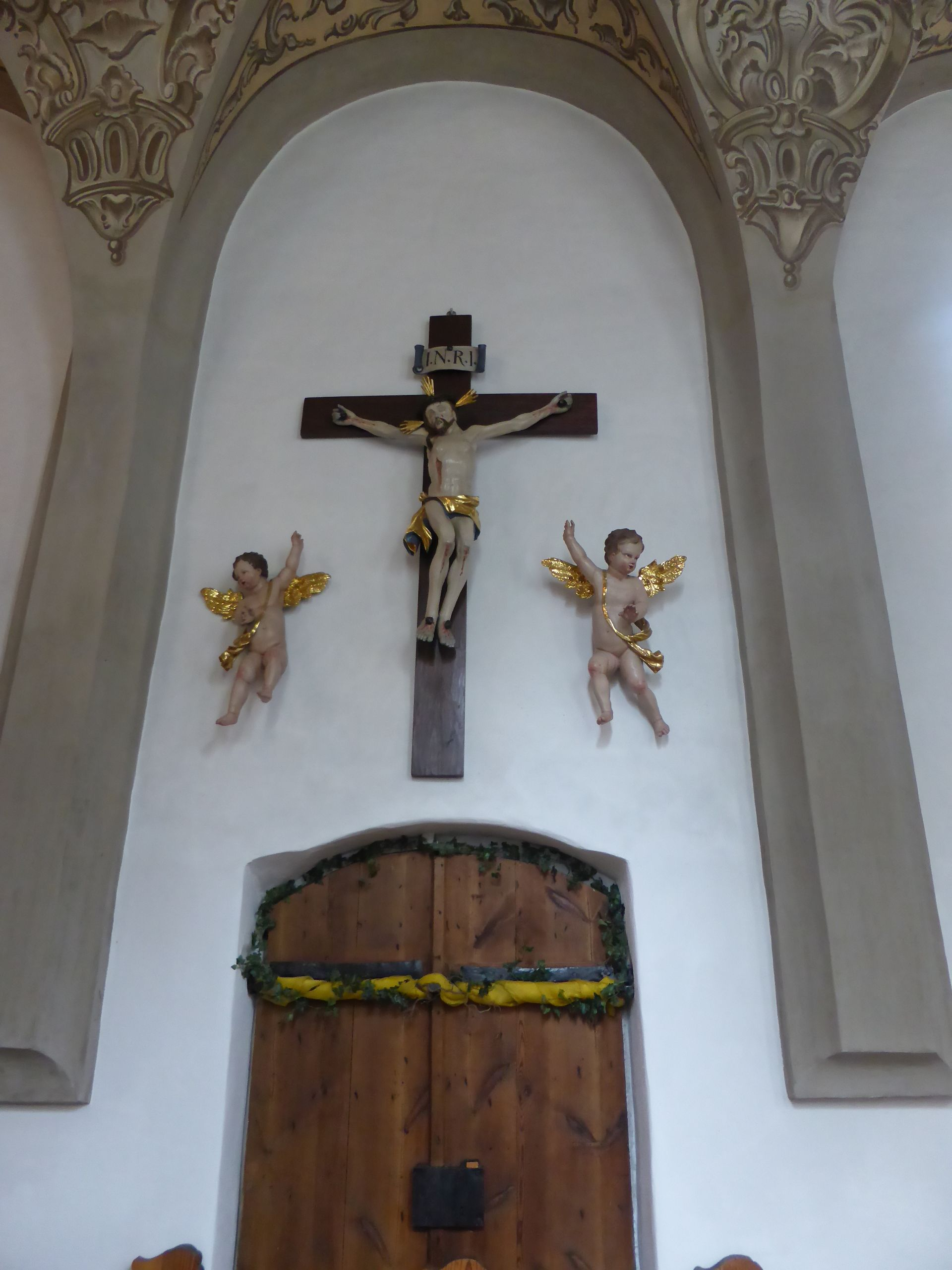
Chorbogenkreuz mit Engeln
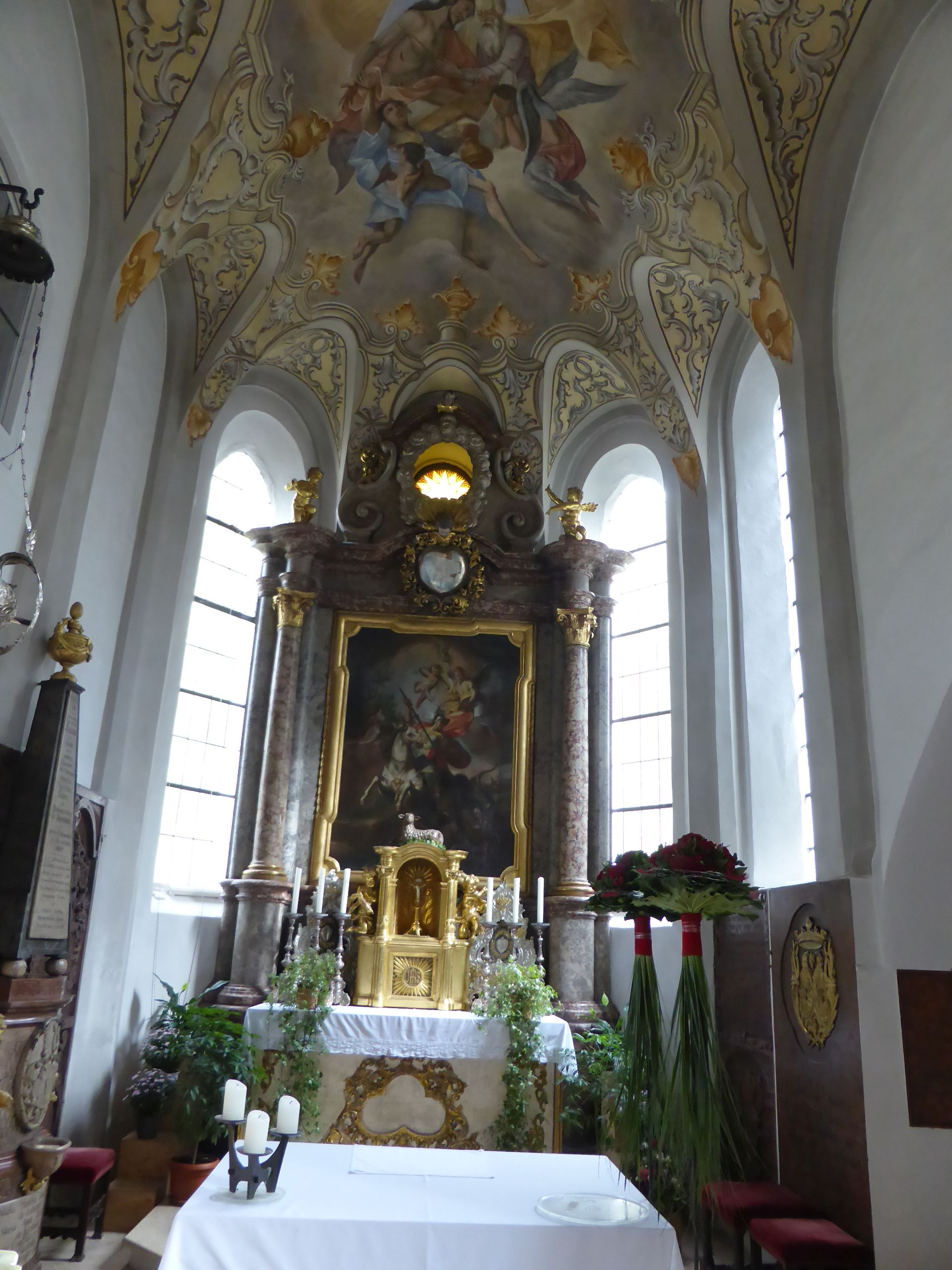
Altar und Deckenfresko
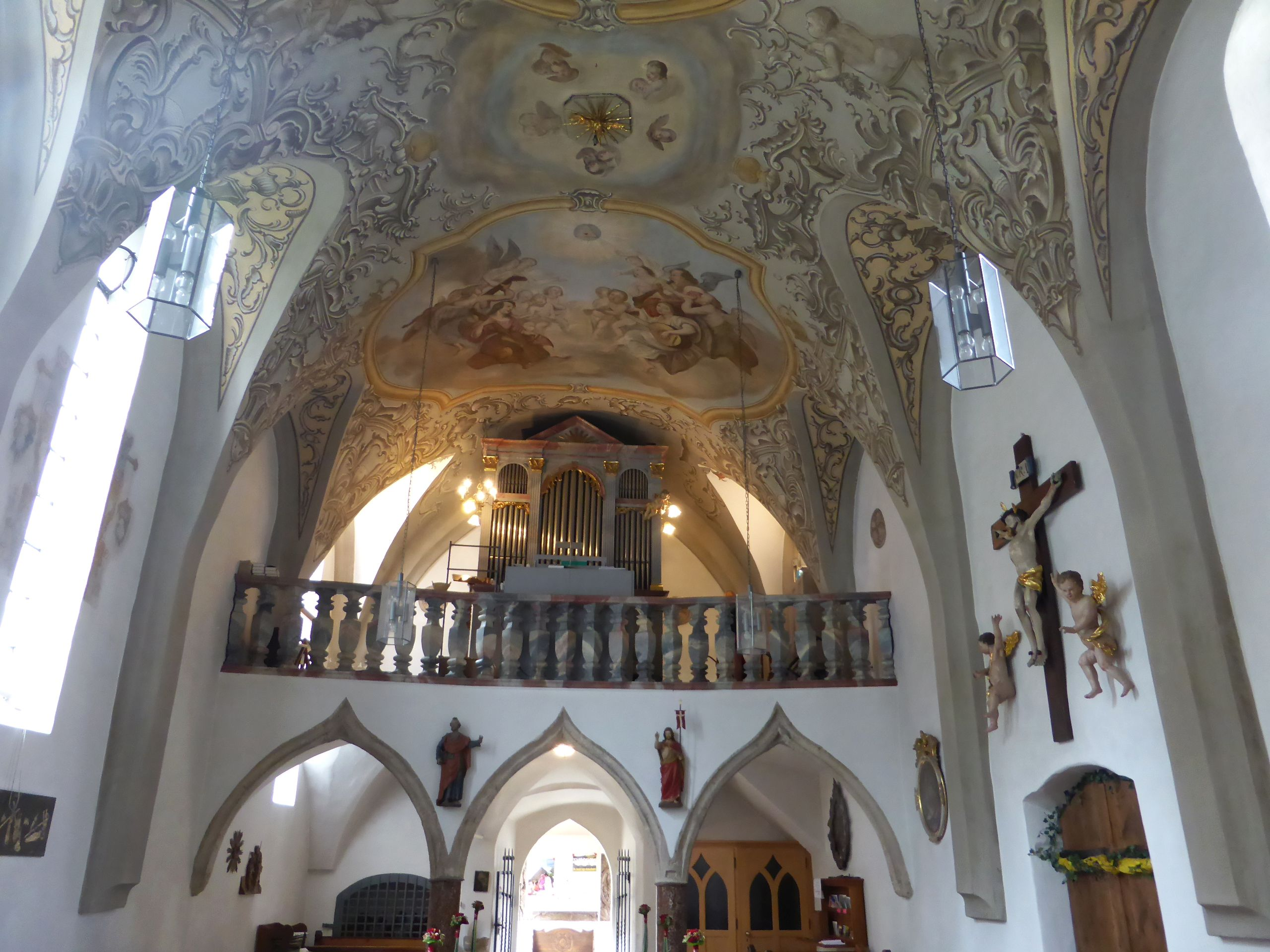
Empore mit Orgel

Barockisiert sind ebenfalls die drei Altäre aus Stuckmarmor. In dem von zwei Säuen flankierten Hochaltar findet sich das Gemälde des Drachtöters St. Georg, gemalt 1764 von dem Braunauer Johann P. Ehrmiller. Die versilberten Reliquienpyramiden zeigen zwei nicht enträtselte Inschriften (G.F. PF.  und I.G. PF. ) von 1776. Der Altar besitzt zudem an Antependium und am Altarauszug kranzförmig geschnitztes Dekor.
Für die inzwischen nicht mehr vorhandenen Seitenaltäre schnitzte Wenzel Jorhan 1729 die noch vorhandenen Engel und Säulenkapitelle. Auch das ehemalige Chorbogenkreuz an der Nordwand könnte aus seiner Griesbacher Werkstatt stammen.
Eine geschnitzte Gruppe von im Fegefeuer leidenden Armen Seelen aus dem abgerissenen Seelenkerker an der Südaußenwand ist unter der Empore in einer vergitterten Nische untergebracht, die man in die Westinnenwand gebrochen hat. Diese waren früher im sogenannten Seelenkerker außen an der Kirchenwand neben Ölberg- und Closenkapelle angebracht.
Im Dezember 2007 stürzte die Kanzel im Inneren der Kirche ab. Dabei wurden einige Verzierungen beschädigt.

### Orgel
In dem Orgelgehäuse von 1900 befindet sich ein neues Pfeifenwerk mit zehn Registern, das von der Orgelbaufirma Weise, Plattling, 1986/87 geschaffen wurde. Vorher befand sich hier eine Orgel des Passauer Orgelbaumeisters Martin Hechenberger.

### Glocken
Der Glocken musste im 20. Jahrhundert durch die teilweise Ablieferung während der beiden Weltkriege 1914/18 und 1939/45 zweimal ergänzt werden. Die jetzigen vier Glocken von 1949 und 1971 kommen aus der Glockengießerei Rudolf Perner in Passau. Die gesprungene historisch wertvolle Glocke des Braunauer Glockengießers Josef Sallöck von 1762 konnte nicht mehr gerettet werden.